# Basil Spears
Basil Spears (* 28. September 1921 in Oklahoma City; † 7. November 2004 ebendort) war eine US-amerikanische Jazz- und Bluesmusikerin (Gesang, Piano, Orgel).

## Leben und Wirken
Spears, die Mitte der 1940er-Jahre in New York City lebte, wo sie innerhalb von zwei Jahren Engagements für 89 Wochen in fünf Clubs hatte, nahm 1947 für Manor den Titel „I Need a Man“ auf; weitere Songs wie „’Deed I Do“ folgten 1949, begleitet von Kenneth Roane (Trompete), J. J. Johnson (Posaune), George James (Altsaxophon), Art Lenier (Tenorsaxophon), John Brown (Bass) und Gene Brooks. 1952 spielte sie mit dem Benny Payne Trio (mit Everett Barksdale und Joe Benjamin) vier weitere Titel ein, nämlich „You Make Me Feel So Good“, „Don’t Sing Me No Blues“, „I Want a Man to Give Me Some Luck“ und „Leave Him Alone and He’ll Come Home“. MGM bewarb sie als „wahrhaftige Bluessängerin“ (a real-for-true blues singer), doch es entstanden danach keine weitere Aufnahmen. Spears hatte einen Auftritt in dem Film Boy! What a Girl! (1947, Regie Arthur H. Leonard).